# Свест (будизам)
Свест (санскрит: vijñāna, пали: viññāṇa) је један од темељних појмова у будизму. Представља чин регистровања чулних подражаја у тренутку док се одигравају.
Главни спор у раној будистичкој филозофији тицао се природе реалности, за коју је школа празнине тврдила да је »празнина«, а школа свести да је неподељена свест.

## Будино учење

### Свест као реакција на чула
А шта је то свест? Постоји ових шест врста свести: свест о виђеном, свест о чутом, свест о омирисаном, свест о окушаном, свест о додирнутом, свест о мишљеном. То се назива свест. Настанком име-лика, настаје и свест. Нестанком име-лика, нестаје и свест.— Сидарта Гаутама
Свест настаје на основу сваког од шест чула (око, ухо, нос, језик, тело и ум), а за свој предмет има одговарајућу појаву (слику, звук, мирис, укус, опипљиво или мисао). Слично осећајима и опажајима, свест је шестострука, у односу на шест чула. На пример, свест о виђеном (cakkhu-viññana) има око као основу и слику као предмет. Ментална свест (mano-viññana) има ум као основу и мисаону појаву (dhamma) као свој предмет. 
Жеђ за било којом од ових шест врста свести представља сметњу уму:
Жеђ и страст за свешћу о виђеном, додирнутом, мирисаном, кушаном, чутом, мишљеном, јесу сметње уму. Када је монах напустио сметње у ових шест случајева, ум постаје употребљив за оне ствари које треба сазнати непосредним знањем.— Сидарта Гаутама
Постоји и свест која лежи ван уобичајених чинилаца свесног бића, названа свест без својстава (viññanam anidassanam).

### Свест као узрочник света и патње
Свест је једна од карика у условном настајању патње. Предуслов за настанак свести су обрасци. Са свешћу као условом, настаје име-облик. Укидањем свести, више ни вода, земља, ваздух и ватра немају свој ослонац:
Тамо гдје свијест није усмјерена ни омеђена, него је потпуно одсутна, тамо ни вода, ни земља, ни ватра, ни ваздух немају подлоге, тамо дуго и кратко, ситно и крупно, лијепо и ружно  — тамо име-и-лик бивају докинути без остатка. С престанком свијести и то се све докида.— Буда
Укидање свести је предуслов који води нирвани:
Свако ко, пошто је непосредно спознао свест, њен настанак, њен престанак и пут до њеног престанка, вежба како би искоренио опчињеност свешћу, како би она избледела и ишчезла, вежба на прави начин.— Буда

### Поистовећење са свешћу
Било би пожељно за необразованог човека да пре сматра својим сопством своје тело састављено од четири елемента него свој дух. Јер, очигледно је да његово тело може да траје једну, две, три, четири, пет или десет или чак сто и више година; док оно што називамо мисао, свест или дух, стално се појављује и ноћу и дању као једна ствар, а нестаје као нешто друго.— Буда